# Terremoto de Alepo de 1822
La parte norte del Imperio Otomano (ahora el norte de Siria y la provincia de Hatay de Turquía) fue golpeada por un gran terremoto el 13 de agosto de 1822. Tuvo una magnitud estimada de 7,0 Ms y una intensidad máxima sentida de IX (Destructivo) en la Escala macrosísmica europea (EMS). Pudo haber desencadenado un tsunami, afectando las costas cercanas. Las réplicas dañinas continuaron durante más de dos años, siendo la más destructiva el 5 de septiembre de 1822. El terremoto se sintió en una gran área que incluye Rodas, Chipre y Gaza. El número total de muertos informado para toda esta secuencia de terremotos oscila entre 30.000 y 60.000, aunque 20.000 se considera un número más probable.

## Configuración tectónica
Alepo se encuentra cerca de la zona de fallas asociadas con la Transformación del Mar Muerto, donde la Placa arábiga se mueve hacia el norte en relación con la Placa Africana a una velocidad de unos 5 mm por año. El segmento más al norte de la zona de falla ha sido la ubicación de muchos terremotos importantes, incluidos los eventos de 115 Antioch, 859 costa siria, 1138 Alepo y 1170 Siria.

## Terremoto
La secuencia del terremoto comenzó con una serie de sismos preliminares que comenzaron el 5 de agosto, y el último de gran magnitud ocurrió solo media hora antes del sismo principal del 13 de agosto. El choque principal duró 40 segundos, con tres picos separados en intensidad. 30 réplicas siguieron en los primeros 8 minutos. Las réplicas continuaron durante casi dos años y medio, la más dañina de las cuales ocurrió el 5 de septiembre de 1822. El sismo principal se sintió con una intensidad de VII (dañina) o mayor en la escala de intensidad EMS en un área grande, alcanzando un máximo de IX (destructivo) en Jisr al-Shughur y Al-Qusayr.
Ambraseys no encontró evidencia de un tsunami (ola marina sísmica) asociado con este evento. Sin embargo, una fuente informa de un tsunami que afectó las costas del Líbano, el golfo de Iskenderun y Chipre.
Se ha propuesto que el terremoto fue causado por un movimiento de deslizamiento lateral izquierdo en la Falla de San Simeón de 140 km de largo, que se bifurca de la Falla de Missyaf, parte de la Transformada del Mar Muerto.

## Daño
El terremoto causó graves daños en una gran área, que se extiende desde Gaziantep hasta Antakya en la actual Turquía y Alepo hasta Khan Sheikhun en la actual Siria. En el área afectada más al norte, se informó de una destrucción completa o casi completa de las ciudades de Kilis, Gaziantep, Araplar, Burç, Kehriz y Sağçe. Más al sur, Armanaz, Harem, Darkush, Jisr al-Shughur, Khan Shiekhun, Ariha, Idlib y Maarat se vieron afectados de manera similar.

## Consecuencias
El daño en Alepo fue tan severo que mucha gente se mudó de la ciudad y la mayor parte del centro antiguo quedó sin reparar, y se construyeron algunas casas nuevas con marcos de madera fuera de los muros en ruinas. El foso se llenó de escombros de edificios dañados. El terremoto fue una de las razones por las que Alepo perdió importancia como centro comercial durante este período.